# Karma
Karma (n., Sanskrit: Stamm: कर्मन् karman, Nominativ: कर्म karma, Pali: kamma „Wirken, Tat“) bezeichnet ein spirituelles Konzept, nach dem jede Handlung – physisch wie geistig – unweigerlich eine Folge hat. Diese Folge muss nicht unbedingt im gegenwärtigen Leben wirksam werden, sondern sie kann sich möglicherweise erst in einem zukünftigen Leben manifestieren.
In den indischen Religionen ist die Lehre des Karma eng mit dem Glauben an Samsara, den Kreislauf der Wiedergeburten, verbunden und damit an die Gültigkeit des Ursache-Wirkungs-Prinzips auf geistiger Ebene auch über mehrere Lebensspannen hinweg. Im Hinduismus, Sikhismus, Buddhismus und Jainismus bezeichnet der Begriff die Folge jeder Tat, die Wirkungen von Handlungen und Gedanken in jeder Hinsicht, insbesondere die Rückwirkungen auf den Akteur selbst. Karma entsteht demnach durch eine Gesetzmäßigkeit und nicht wegen einer Beurteilung durch einen Weltenrichter oder Gott: Es geht nicht um „Göttliche Gnade“ oder „Strafe“. Karma und Wiedergeburt sind in verschiedenen Lehren unterschiedlich miteinander verknüpft. Entgegen einer weit verbreiteten Meinung ist es nicht das Ziel aller dieser Lehren, kein Karma zu sammeln.
In mitteleuropäischen spirituellen Lehren kommt der Begriff in der Anthroposophie Rudolf Steiners vor, dort ebenfalls in Verbindung mit der Reinkarnation.

## Kontroversen

### Freier Wille und Schicksal
Eine der bedeutenden Kontroversen der Karma-Doktrin ist, ob sie immer das Schicksal impliziert und welche Auswirkungen dies auf den freien Willen hat. Diese Kontroverse wird auch als moralisches Entscheidungsproblem bezeichnet. Die Kontroverse betrifft nicht nur die Karma-Doktrin, sondern findet sich auch in monotheistischen Religionen.
Die Kontroverse um den freien Willen kann in drei Teilen umrissen werden: (1) Eine Person, die tötet, vergewaltigt oder andere Verbrechen begeht, kann behaupten, dass alle ihre schlechten Handlungen ein Produkt ihres Karmas waren: Sie hat keinen freien Willen, sie kann keine Wahl treffen, sie ist ein Agent des Karma, und sie vollführt lediglich die notwendigen Strafen, die ihre „schlechten“ Opfer für ihr eigenes Karma in früheren Leben verdient haben. Sind Verbrechen und ungerechte Handlungen auf freien Willen oder auf Kräfte des Karma zurückzuführen? (2) Nimmt eine Person, die unter dem unnatürlichen Tod eines geliebten Menschen oder einer Vergewaltigung oder einer anderen ungerechten Handlung leidet, an, dass ein moralischer Agent dafür verantwortlich ist, und sucht daher Gerechtigkeit? Oder sollte man sich selbst die Schuld für schlechtes Karma in vergangenen Leben geben und annehmen, dass das ungerechte Leiden Schicksal ist? (3) Untergräbt die Karma-Doktrin den Anreiz zur moralischen Erziehung - weil alles Leiden verdient ist und Folge vergangener Leben ist?
Helena Petrovna Blavatsky schreibt in Die Geheimlehre: "Nur das Karma kann uns das geheimnisvolle Problem von Gut und Böse erklären und den Menschen mit der schrecklichen scheinbaren Ungerechtigkeit des Lebens aussöhnen. Denn wenn jemand, der die edle Lehre nicht kennt, um sich blickt und die Ungleichheiten von Geburt und Vermögen, von Intellekt und Fähigkeiten beobachtet, [...] dann bewahrt ihn allein jenes gesegnete Wissen um das Karma davor, Leben und Menschen sowie ihren mutmaßlichen Schöpfer zu verfluchen.

## Hinduismus
Die Vorstellungen von Karma und Samsara wurden etwa ab dem 6. Jh. v. Chr. in den Schriften nachgewiesen und bilden die Basis für den Hinduismus. Die Idee ist, den ewigen Kreislauf der Wiedergeburten, Samsara, zu überwinden. In den Upanishaden gelingt dies über die spirituelle Erkenntnis, dass die Individualseele Atman mit Brahman (Weltseele) in ihrem Wesenskern identisch sei.
Jeder Mensch hat demnach seinen eigenen Dharma (einerseits kosmisches, andererseits soziales Gesetz), den es zu erfüllen gilt, und die Erfüllung ist ausschlaggebend dafür, ob Taten gutes oder schlechtes Karma bewirken. Es gibt im Hinduismus einerseits den allgemein gültigen sadharanadharma, der die Pflichten eines jeden Individuums beinhaltet wie etwa Gewaltlosigkeit (ahimsa), Wahrhaftigkeit (satya), Geduld (ksanti), Selbstkontrolle (dama), Mildtätigkeit (danam), Gastfreundschaft (ahithi). Diese Tugenden gelten für alle Menschen gleichermaßen, jedoch gibt es keinen einheitlichen Kodex dafür. Der svahdharma dagegen, der die Pflichten der verschiedenen Gesellschaftsschichten vorschreibt, ist für jeweils eine bestimmte Gruppe maßgeblich. Demnach etwa ist der Dharma eines Kriegers (Kshatriya-Kaste), im Anlassfall Krieg zu zeigen und notfalls auch zu töten. Muss ein Krieger einen Feind töten, bewirkt dies möglicherweise kein schlechtes Karma, da er seinen Dharma, seine ihm auferlegte Aufgabe, erfüllt hat. Tötet jedoch jemand aus anderen, egoistischen Beweggründen, kann dies sehr wohl schlechtes Karma zur Folge haben. Die Verknüpfung der Karma- mit der Dharma-Vorstellung beinhaltet eine sehr starke ethisch-moralische Komponente. Die Theorie von Karma bietet u. a. auch eine Erklärung für das Rätsel von anscheinend unverschuldetem Leid und gesellschaftlicher Ungleichheit.
Zu der Frage, in welchem Zusammenhang Tat und Wirkung stehen, gibt es im Mahabharata mehrere Erklärungen. Eine weit verbreitete Überzeugung besteht darin, dass die Werke ihre Wirkung automatisch erzeugen. Es gibt jedoch auch differenzierte Darlegungen: Zwei Ursachen für die Bindung der Seele, nämlich Nichtwissen (avidya) und Begierde (lobha), bewirken, dass die Tätigkeit der Sinnesorgane Unruhe und Trübung der Erkenntnis verursacht. Dies verhindert die erlösende Einsicht. Die Werke heften sich an das Denkorgan (manas), stören die erlösende Erkenntnis und bedingen die Beschaffenheit der Verkörperungen (Mbh. 12).
Zu der Frage, wie sich die Früchte der Taten realisieren, gibt es mehrere Auffassungen: (1) die Seele verlässt nach dem Tod den Körper und wird in einem neuen, durch Karma bedingten Leib neu geboren. (2) Die Vergeltung findet teils im Jenseits, teils in der neuen Existenz statt. (3) Gutes Karma kann eine zeitlich begrenzte Seligkeit im „Himmel“ erwirken, schlechtes Karma dagegen einen Aufenthalt in der „Hölle“, jedoch nicht als endgültiger Zustand, sondern z. B. im Wechsel mit der Tiergeburt.
Alle guten Werke können religiöse Verdienste (punya) schaffen, die Karma abbauen. Solche besonderen Verdienste erwarten sich Gläubige etwa von religiösen Riten, Fasten, Wallfahrten oder Geschenke an Brahmanen sowie allgemeine Mildtätigkeit (danam) und Tempelbauten.
Der Mensch ist dabei frei und für sein Karma unbedingt selbst verantwortlich. Obwohl Karma ein Gesetz von „Ursache und Wirkung“ bedeutet, vertrauen besonders Gläubige der Bhakti-Richtungen auch auf die bedingungslose Gnade Gottes, welche die Wirkung von Karma vernichten und den Menschen erretten kann.
Wichtig ist, dass selbst eine vordergründig „schlechte“ Tat eine gute Wirkung zur Folge haben kann, wenn die Beweggründe rein und ohne Selbstnutz waren.
Die geschilderten Ansätze gehören zum Standpunkt der „Werktätigkeit“ (pravritti): Man tut etwas, um eine gute Wirkung zu erzielen. Die gegensätzliche Strömung besteht in der „Nichttätigkeit“ (nivritti). Hier besteht der Weg darin, sich aus der Welt zurückzuziehen. Als Ursache des leidvollen Zustands gilt der Lebensdurst, d. h. der Wille zum Leben, Wiedergeburt bringt nur eine neue vergängliche Existenz. Durch Werk würde man gebunden, durch Wissen (vidya) und Nichttätigkeit (nivritti) dagegen erlöst.
Auf dem Verzicht aller auf Erfolg gerichteten Handlungen beruht das Ideal des Gleichmuts.
Beide Strömungen, pravritti (Werktätigkeit) und nivritti (Nichttätigkeit), sind im Mahabharata vertreten und werden in der Bhagavad Gita genannt. Dabei gibt Krishna in der Gita dem Yoga der Tat den Vorzug. So lautet die Antwort Krishnas auf die entsprechende Frage von Arjuna:
Vollzieh das notwend'ge Werk,
denn Tun ist besser als nichts tun;
selbst die Verrichtungen des Leibs
auf einer Tätigkeit beruhn.

Ans Dasein bindet jedes Tun,
das nicht geschieht aus Opferpflicht;
vollbringe darum zwar ein Werk,
doch hänge an demselben nicht.
(Bhagavad Gita 3. 8 - 9)

## Buddhismus
Zum Verständnis der buddhistischen Karmalehre sind die Begriffe „Nicht-Selbst“ (p.: Anatta, skt.: Anātman) und „Bedingtes Entstehen“ (p. Paṭiccasamuppāda, skt. Pratītyasamutpāda) von Bedeutung. Gemäß der buddhistischen Lehre (Dharma) ist die Vorstellung, es gäbe ein „Ich“, eine abgegrenzte Person, also ein Selbst bzw. eine Seele, bereits eine grundlegende Täuschung über das Wesen der Wirklichkeit. Was Menschen als ihr Selbst oder ihre Seele bezeichnen, ist vielmehr ein ständig im Wandel begriffenes Zusammenspiel der fünf Daseins- oder Aneignungsgruppen (Skandhas): des materiellen Körpers mit seinen Sinnesorganen, der Empfindungen, der Wahrnehmung der Welt, der Geistesformationen (Interessen, Willensregungen, Sehnsüchte und Tatabsichten) und letztlich des Bewusstseins. Aus diesem ständigen Wandel ergibt sich die Gesetzmäßigkeit des „bedingten Entstehens“: jede Handlung gestaltet demnach die Welt neu, auf der materiellen wie auch auf der geistigen Ebene.
Karma, an dessen Stelle buddhistische Autoren auch die Begriffe „Prägungen“ oder „Samen“ verwenden, bezieht sich in diesem Sinn auf das sinnliche Begehren und das Anhaften an den Erscheinungen der Welt und die daraus folgenden Gedanken und Taten. Alles Handeln und Denken bewirkt Karma und führt somit zu weiteren Verstrickungen in der Welt. Ziel der buddhistischen Praxis ist es, kein Karma mehr zu erzeugen und somit diesen Kreislauf (vgl. Samsara) hinter sich zu lassen (vgl. Nirwana). Der erste Schritt dazu ist zu erkennen, dass die Ursache dieses Anhaftens in den Drei Geistesgiften liegt: Anhaftung oder Gier (Lobha), Zorn oder Hass (Dosa) und Unwissenheit oder Verwirrung (Moha). Die drei Wege zu positivem Karma sind demnach Bescheidenheit (Nicht-Anhaften), Güte und Einsicht.
Entscheidend für die bei einer Handlung erzeugte karmische Prägung  ist die der Handlung zugrunde liegende Absicht (Cetana). Gemäß der buddhistischen Lehre ist hierbei das Denken als Handlungsform den körperlichen Handlungen und der Rede übergeordnet. In Hinsicht auf die Zeit des Eintritts der Wirkung (Vipaka) können drei unterschiedliche Arten von Karma differenziert werden:
- Zu Lebzeiten reifendes Karma (Pali: Ditthadhamma-vedaniya-kamma)
- Im nächsten Leben reifendes Karma (Pali: Upapajja-vedaniya-kamma)
- In späteren Leben reifendes Karma (Pali: Aparapariya-vedaniya-kamma)

Manche Taten oder Haltungen können auch ohne Karmawirkung bleiben, falls die zum Eintritt der Wirkung erforderlichen Umstände fehlen oder sie infolge von zu geringer Intensität durch das Übergewicht von entgegenwirkenden Tendenzen keine Wirkung erzeugen können (z. B. wenn positive Absicht negative Auswirkung übertrifft). In diesem Falle wird von wirkungslosem Karma (Pali: Ahosi-kamma) gesprochen.
In den Auswirkungen wird unterschieden zwischen:
- Wiedergeburt-erzeugendem Karma (Pali: Janaka-kamma), das bei der Wiedergeburt (vgl. Reinkarnation) und während des Lebensfortganges die Daseinsgruppen bedingt,
- unterstützendem Karma (Pali: Upatthambhaka), das keine Karmawirkung erzeugt, sondern diese bloß in Gange hält,
- unterdrückendem Karma (Pali: Upapilaka), das die Karmawirkungen unterdrückt, sowie
- zerstörendem Karma (Pali: Upaghataka), das andere Karmawirkungen übertrifft und nur selbst zur Wirkung kommt.

„Absichtsloses Handeln“ erfolgt ohne Planung : je weniger Hintergedanken einer Handlung zu Grunde liegen, desto weniger Karma wird dabei angesammelt.
Ohne Absicht erzeugtes Leid bleibt dennoch nicht ganz ohne karmische Folgen, weil hier das Geistesgift der Unwissenheit oder Gleichgültigkeit zugrunde liegt.
Zitate
Wer andre Wesen quält, die auch nach Wohlsein streben, so wie er selbst, der hat kein Glück im nächsten Leben.
Wer andre Wesen schont, die auch nach Wohlsein streben, so wie er selbst, der findet Glück im nächsten Leben.
Dhammapada, 3. Jahrhundert v. Chr.
Nicht findet man der Taten „Täter“, kein „Wesen“, das die Wirkung trifft. Nur leere Dinge ziehen vorüber: Wer so erkennt, hat rechten Blick. Und während so die Tat und Wirkung im Gange sind, wurzelbedingt, kann, wie beim Samen und beim Baume, man keinen Anfang je erspähen.
(Vis. XIX) Culakammavibhanga Sutta.

## Jainismus
Die Karmalehre des Jainismus weist im Vergleich mit anderen Religionen indischen Ursprungs eine Besonderheit auf: Karma wird hier nicht nur als eine auf Handlung basierende Gesetzmäßigkeit von Ursache und Wirkung verstanden, sondern zudem als etwas Substanzielles aufgefasst. Jains sprechen in diesem Zusammenhang von feinstofflichen, nicht wahrnehmbaren „Karma-Partikeln“ (karma vargana) oder auch von „karmischer Materie“ (karma pudgala), und unterscheiden zwischen insgesamt 148 Arten, die zwei Hauptkategorien zugeordnet werden. Diese umfassende Typologie wird besonders ausführlich in der zentralen Lehre von den „Neun Wirklichkeiten“ (nava tattvani) auseinandergesetzt, einem Leitfaden, dessen Zweck darin liegt, dem Schüler ein theoretisches Verständnis zu vermitteln, das eine notwendige Voraussetzung für das erfolgreiche Beschreiten des jainistischen Praxisweges darstellt. In aufeinander folgenden Schritten wird der Praktizierende darüber aufgeklärt, wie der zur Bindung führende Karmaeinfluss zustande kommt, und welche Mittel ihm zur Verfügung stehen, diesen Karmaeinfluss aufzuhalten sowie das vorhandene Karma abzubauen, um dadurch die endgültige Befreiung vom Kreislauf der Wiedergeburten (moksha) zu erlangen.
Ausgangspunkt der „Neun Wirklichkeiten“ ist die Darstellung der zwei fundamentalen Substanzen (dravya), aus denen im jainistischen Denken der gesamte Kosmos besteht:
1. Bewusstes (jiva), das sich aus einer unendlichen Anzahl individueller Seelen zusammensetzt, und
2. Nicht-Bewusstes (ajiva), das in fünf Kategorien aufgefächert wird: (1) Materie (pudgala), zu der auch das Karma zählt, (2) Raum (akasha), (3) Bewegungsmedium (dharmastikaya), (4) Ruhemedium (adharmastikaya), und (5) Zeit (kala).

Ein zwischen der karmischen Materie und den Seelen herrschendes Spannungsverhältnis hält gemäß dieser Darstellung den Kreislauf der Wiedergeburten (samsara) in Gang. Unzählige Karmapartikel, die seit anfangsloser Zeit das Universum durchdringen, werden von den Seelen durch Handlungen angezogen, die sie aus Unwissenheit heraus begehen. Das Karma sammelt sich infolgedessen im Kausalkörper jeder einzelnen Seele an – einer feinstofflichen Hülle, die sie umschließt und in zwei weitere Hüllen mit graduell zunehmendem Dichtegrad eingebunden ist. Der Begriff der „Unwissenheit“ (mithyatva) bezieht sich in diesem Kontext darauf, dass die einzelne Seele durch die Verstrickung in Samsara, der sie von jeher unterworfen ist, ihre wahre Identität vergessen hat. Die aus der Karmabindung resultierende Identifikation mit dem Nicht-Bewussten, insbesondere mit dem Körper und dessen Funktionen, verschleiert die ihr innewohnenden Eigenschaften: unbegrenzte Wahrnehmung (anant darshan), Allwissenheit (ananta jnana), unendliche Energie (ananta virya) und ewige Glückseligkeit (ananta sukha). Werden diese Attribute freigesetzt, führt dies zu einem graduellen Erlöschen der Unwissenheit und letztlich zu einer Loslösung von den Fesseln des Karma.
Um die zwei möglichen Erscheinungsweisen der Seele voneinander abzuheben, unterscheidet der Jainismus in dieser Hinsicht zwischen den Merkmalen „gebunden“ (samsari) und „befreit“ (mukta). In ihrem gebundenen Zustand sind die Seelen zur ständigen Wiederkehr in die vier Daseinsbereiche (gatis) gezwungen: das Reich der Menschen (manushya), das Reich der Pflanzen und Tiere (tiryancha), den himmlischen Aufenthaltsort der Götter (devaloka) und die sieben Höllen (naraki). Selbst Berge, Felsen, Hügel, Flüsse, Wiesen, Gräser, Windböen und Stürme sind von unzähligen Seelen bevölkert, die ihr Durchwandern des Samsara nach jainistischer Auffassung ausschließlich in menschlicher Gestalt beenden können, da der Mensch als einziges Wesen die Voraussetzungen für die vollständige Erlösung mit sich bringt. Die befreiten Seelen, die sich allen Karmas entledigt haben, werden „Siddhas“ genannt. Sie haben ihre natürlichen Eigenschaften restlos zurückgewonnen und verweilen in ewiger, vollkommener Harmonie in „Siddhashila“, dem höchsten Bereich des Kosmos, der jenseits des Samsara liegt und von der Wirkkraft des Karma unberührt ist. Die Seelen bestehen in dieser formlosen Existenz aus reiner Bewusstheit und sind frei von jeglicher Gedankenaktivität, Empfindung, Körperlichkeit oder Willensimpulsen.
Es gilt für den praktizierenden Jain, die Substanzen, aus denen sich das Weltgeschehen zusammensetzt, voneinander unterscheiden zu lernen, um eine Abkehr von allem Nicht-Bewussten einzuleiten und sich dem gereinigten, natürlichen Zustand anzunähern, der in letzter Konsequenz völlige Unabhängigkeit (kaivalya) von allem Materiellen bedeutet. Dazu ist es erforderlich, die Ursachen für die Karmabindung zu erkennen, um sie künftig vermeiden zu können. Neben der Unwissenheit zählen zu diesen Ursachen fehlende Selbstkontrolle (avirati), Unachtsamkeit (pramada), Leidenschaften (kasaya) wie Gier, Zorn und Hochmut, sowie die Tätigkeiten von Körper, Rede und Geist (yoga).
Auch die diversen Karmaarten gilt es zu unterscheiden, um ihnen gezielt entgegenzuwirken. Die zwei Hauptgruppen sind
- Schädliches Karma (ghati karma), dazu gehören Jnana-varaniya karma, das die Allwissenheit der Seele trübt, Darshana-varaniya karma, das die unbegrenzte Wahrnehmung der Seele verdunkelt, Mohniya karma, das die Fähigkeit zu Rechter Wahrnehmung und Rechtem Verhalten vermindert und dazu führt, dass sich die Seele mit anderen Substanzen identifiziert, sowie Antaraya karma, das die unendliche Energie der Seele schwächt und zudem das Vollbringen guter Taten verhindert.

- Unschädliches Karma (ahgati karma), dazu zählen Vedniya karma, das Freude und Leid erzeugt und dadurch die ewige Glückseligkeit der Seele verdunkelt, Nama karma, das Körperlichkeit erzeugt und dadurch die formlose Existenz der Seele verschleiert, Gotra karma, das den Gleichmut der Seele trübt und Kastenzugehörigkeit, Familie, soziale Stellung und Persönlichkeit bestimmt, sowie Ayu karma, das die Lebenszeit bestimmt und damit die Unsterblichkeit der Seele verschleiert.

Nur das schädliche Karma, das sich ausschließlich auf die Seele auswirkt, kann zu Lebzeiten abgebaut werden. Gelingt dies, erreicht der Praktizierende „Kevala jnana“ (Allwissenheit). Er wird in diesem Zustand „Kevali“ (Allwissender), „Arihanta“ (Heiliger) oder „Jaina“ (Sieger) genannt. Das unschädliche Karma hält die Funktionen des Körpers aufrecht und wird daher bis zum physischen Tod weiterhin benötigt. Erst im Sterbeprozess des „Kevali“ wird es vollständig abgeworfen. Dies ist die Phase, in der sich die Seele komplett von der Wiederverkörperung loslöst und zum „Siddha“ wird.
Wenn die karmische Materie von der unerlösten Seele angezogen wurde, dauert es einen gewissen Zeitraum, bis die Handlung, die für diesen Vorgang verantwortlich war, eine Wirkung hervorgebracht hat. Solange bleiben die Karmapartikel an der Seele haften und fallen erst dann wieder von ihr ab, wenn die Handlung zur Reife gelangt und eine ihr entsprechende Wirkung zeitigt. Das kann nach kurzer Zeit geschehen, oder erst weit in der Zukunft in einer späteren Wiedergeburt. Der Prozess des Austausches, bei dem ständig frische Partikel einströmen und zur Reife gelangte Partikel wieder abfallen, vollzieht sich an der unerlösten Seele in einem permanenten Wechsel und verwickelt sie dadurch weiter in die weltlichen Angelegenheiten. Wie lange die karmische Materie an der Seele anhaftet und wie viele Karmapartikel in ihren Kausalkörper einströmen, hängt von der Absicht ab, die hinter der jeweiligen Handlung steht. Je zorniger, je gieriger die Motivation, umso mehr Karma zieht die Seele auf sich. Entwickelt die Seele hingegen Gleichmut (madhyastha) und Mitgefühl (karuna) hinsichtlich ihrer Handlungen, werden entsprechend weniger Partikel von ihr angezogen. Ziel ist es also zunächst, durch Reinigung der Handlungen den Einfluss neuen Karmas zu stoppen. Zu diesem Zweck sieht der Jainismus die Einhaltung diverser ethischer Verhaltensregeln und meditativer Praktiken vor. Dazu gehören
- die „Fünf Achtsamkeiten“ (samiti), die dem Schüler vorgeben, beim Gehen, Sprechen, Almosensammeln, im Umgang mit jedwedem Objekt und bei der Entsorgung von Abfällen achtsam zu sein, um keinem Wesen zu schaden.
- die „Drei Einschränkungen“ (gupti), die mit der Kontrolle von Körper, Rede und Geist einhergehen,
- die „Zehn Tugenden“ (yati dharma): Nachsicht, Bescheidenheit, Aufrichtigkeit, Genügsamkeit, Wahrhaftigkeit, Selbstkontrolle, Askese, Entsagung, Gleichmut und Enthaltsamkeit,
- die „Zwölf Betrachtungen“ (bhavna): Unbeständigkeit, Schutzlosigkeit, Wiedergeburt, die Einsamkeit der Seele, Getrenntheit von Bewusstem und Nicht-Bewusstem, die Unreinheit des Körpers, Karmaeinfluss, Aufhalten des Karmaeinflusses, Karmaabbau, Vergänglichkeit der Welt, die Schwierigkeit im Verwirklichen der Drei Juwelen (die Seltenheit der Erleuchtung), die Schwierigkeit im Auffinden der richtigen Lehre.

Wurde der Einfluss neuen Karmas zum Stillstand gebracht, muss zudem das bereits angesammelte Karma beseitigt werden. Dies wird durch die Einhaltung strenger Askese (tapas) bewerkstelligt. Es gibt im Jainismus zwei Arten von Askese:
- Die äußerliche Askese (bahya tapas) diszipliniert den Körper gegen das Aufkommen von Begierden. Zu den entsprechenden Praktiken gehören: regelmäßiges Fasten, völlige Abstinenz von Essen und Trinken für einen vorgeschriebenen Zeitraum (anashana), weniger zu essen als das Hungergefühl vorgibt (unodari), Einschränkung der Nahrungsaufnahme und des Gebrauchs von materiellen Dingen (vrtti-parisankhyana), völlige Abstinenz von Butter, Milch, Tee, Süßspeisen, Gebratenem, scharfer Nahrung und Säften (rasa-parityaga), gewolltes Aushalten von körperlichen Schmerzen, z. B. barfüßiges Umherwandern in extremer Hitze oder Kälte, oder das Ausreißen von Haaren mit der bloßen Hand (kaya-klesha), Sitzen an einem einsamen Ort in ruhiger Körperhaltung, die Sinne nach innen gewandt (sanlinata).

- Die innerliche Askese (abhyantara tapas) reinigt die Seele. Dazu gehören: das Bereuen schlechter Taten (prayashchitta), Demut gegenüber Mönchen, Nonnen, Lehrern und älteren Menschen (vinaya), selbstloser Dienst an Mönchen, Nonnen, älteren Menschen und Leidenden (vaiyavrata), Studieren der Schriften und aufmerksames Zuhören bei Vorträgen (svadhyaya), Meditation (dhyana), Zurücknehmen der Aktivitäten von Körper, Rede, Geist (kayotsarga).

Wurden durch kontinuierliche Praxis die vier schädlichen Karmaarten beseitigt, tritt der Praktizierende in das Stadium der Allwissenheit (kevala jnana) ein. Wenn zum Zeitpunkt des Todes auch die vier unschädlichen Karmaarten von der Seele abfallen, so erreicht sie „Moksha“ („Nirvana“), die endgültige Befreiung von erneuter Wiedergeburt. Sie steigt auf in den obersten Bereich am Scheitelpunkt des Kosmos, um dort für immer in ruhiger Seligkeit zu verharren, und kehrt nie wieder in den Kreislauf des Samsara zurück.

## Karma im alltäglichen Sprachgebrauch
Die Bezeichnung bzw. der Verweis auf Karma wird mittlerweile auch im alltäglichen Sprachgebrauch (insbesondere von jüngeren Leuten) umgangssprachlich genutzt und ist meist negativ behaftet („schlechtes Karma“).
So wird von „Karma“ gesprochen, wenn augenscheinlich etwas auf eine Person zurückfällt, die sich zuvor ihrerseits falsch oder böswillig, also negativ, verhalten hat. Mitunter reicht auch bereits der Versuch oder der Gedanke daran, etwas Falsches oder Böswilliges zu tun, insofern eine dazu passende Konsequenz eintritt. Anders als es beim ursprünglichen, spirituellen Karma-Konzept oftmals der Fall ist, tritt die Konsequenz in einem zeitlich nahen Abstand auf, bis hin zu einer sofortigen Gegenreaktion/Konsequenz - das sogenannte „Instant Karma“ (von englisch „instant“ = „sofort, augenblicklich“).
Die umgangssprachliche Nutzung des Wortes „Karma“ ist vom spirituellen bzw. religiösen Konzept abzugrenzen, da der spirituelle bzw. religiöse Hintergrund hierbei keine Rolle spielt.